# Danh sách chính khách Hoa Kỳ bị ám sát
Đây là một danh sách các chính trị gia Mỹ bị ám sát. Liệt kê cá nhân được bầu hoặc bổ nhiệm vào chức vụ, hoặc đã được bầu.
| Tên                      | Năm bị giết | Chức vụ khi bị ám sát                                           | Nơi bị ám sát                                                | Bị giết bằng cách                                | Tên của kẻ ám sát                                    |
| ------------------------ | ----------- | --------------------------------------------------------------- | ------------------------------------------------------------ | ------------------------------------------------ | ---------------------------------------------------- |
| Bent, Charles            | 1847        | Toàn quyền, Vùng New Mexico                                     | Taos, New Mexico                                             | Cung tên và bị lột da đầu                        | Pueblo người Ấn Độ và quân phản loạn New Mexico      |
| Burks, Tommy             | 1998        | Thượng nghị sĩ từ Tennessee                                     | Cumberland County, Tennessee                                 | Súng ngắn bắn vào mặt                            | Looper, Byron                                        |
| Cermak, Anton            | 1933        | Thị trưởng của Chicago, Illinois                                | Miami, Florida                                               | súng ngắn bắn vào phổi                           | Zangara, Giuseppe                                    |
| Clayton, John M.         | 1889        | Nghị sĩ quốc hội được bầu từ Arkansas                           | Plumerville, Arkansas (ở nhà nội trú)                        | súng ngắn bắn qua của sổ                         | Chưa biết kẻ sát nhân                                |
| Davis, James E.          | 2003        | Chủ tịch hội đồng thành phố New York                            | New York City, Đại sảnh văn phòng thành phố New York         | Súng ngắn bắn vào ngực                           | Askew, Othniel                                       |
| Garfield, James A.       | 1881        | Tổng thống Hoa Kỳ                                               | Washington, D.C. (ở nhà ga tàu hỏa)                          | súng ngắn bắn vào cột sống (chết sau đó 3 tháng) | Guiteau, Charles J.                                  |
| Goebel, William          | 1900        | Toàn quyền của Kentucky                                         | Frankfort, Kentucky (Bên ngoài của điện Capitol)             | súng ngắn bắn vào ngực                           | Không chắc chắn: một đối thủ chính trị               |
| Bill Gwatney             | 2008        | Thượng nghị sĩ của Arkansas, Chủ tịch đảng dân chủ ở Arkansas   | Trụ sở Đảng Dân chủ, Little Rock                             | Súng ngắn                                        | Tim Johnson                                          |
| Harrison Sr., Carter     | 1893        | Thị trưởng của Chicago                                          | Chicago, Illinois,(ở tại nhà riêng)                          |                                                  | Prendergast, Patrick Eugene                          |
| Hindman, Thomas C.       | 1868        | Cựu Nghị sĩ quốc hội đến từ Arkansas                            | Helena, Arkansas (ở nhà riêng)                               | Súng ngắn, bắn vào hàm và họng qua đường cửa sổ  | Chưa biết kẻ sát nhân                                |
| Hinds, James. M          | 1868        | Thượng nghị sĩ đến từ Arkansas                                  |                                                              | Súng ngắn                                        | Thành viên của Ku Klux Klan                          |
| Holbrook, Edward Dexter  | 1870        | Đại biểu chính phủ đến từ vùng Idaho                            | Thành phốIdaho, Idaho                                        | Súng ngắn                                        | Douglas, Charles H.                                  |
| Kennedy, John F.         | 1963        | Tổng thống Hoa Kỳ                                               | Dallas, Texas (trong khi viếng thăm Texas)                   | Súng bắn tỉa bắn vào đầu và cổ                   | Oswald, Lee Harvey (*According to Warren Commission) |
| Kennedy, Robert F.       | 1968        | Thượng nghị sĩ đến từ New York                                  | Los Angeles, California (ở nhà bếp của khách sạn Ambassador) | súng ngắn bắn vào đầu                            | Sirhan Sirhan                                        |
| King, Ed                 | 1986        | Thị trưởng của Mount Pleasant, Iowa                             | Mount Pleasant, Iowa tại một cuộc họp hội đồng thành phố     | Súng ngắn                                        | Ralph Davis                                          |
| Lincoln, Abraham         | 1865        | Tổng thống Hoa Kỳ                                               | Washington, DC. (tại nhà hát Ford)                           | Súng ngắn, Súng lục bắn ở phía sau đầu           | Booth, John Wilkes,                                  |
| Lloyd Sr., Russell G.    | 1980        | CựuThị trưởng của Evansville, Indiana                           |                                                              | Súng ngắn                                        | van Orden, Julia                                     |
| Long, Huey               | 1935        | Thượng nghị sĩ đến từ Louisiana, de facto Governor of Louisiana | Baton Rouge, Louisiana (bên ngoài điện Capitol)              | Súng ngắn                                        | Weiss, Carl (còn tranh cãi)                          |
| Lowenstein, Allard       | 1980        | Cựu Thượng nghị sĩ đến từ New York                              | New York City, New York (tại văn phòng riêng ở Manhattan)    | Súng ngắn                                        | Sweeney, Dennis                                      |
| McKinley, William        | 1901        | Tổng thống Hoa Kỳ                                               | Buffalo, New York (ở World's Fair)                           | Súng ngắn bắn vào bụng                           | Czolgosz, Leon Frank                                 |
| McFadden, Louis          | 1936        | Cựu Thượng nghị sĩ đến từ Pennsylvania                          | Thành phố New York, New York                                 | Chất độc                                         | Chưa biết kẻ sát nhân                                |
| Milk, Harvey             | 1978        | Người quản lý thành phố San Francisco                           | San Francisco, California (tại văn phòng riêng ở thành phố)  | Súng ngắn bắn vào đầu và ngực                    | White, Dan                                           |
| Moscone, George          | 1978        | Thị trưởng của San Francisco                                    | San Francisco, California (tại văn phòng riêng ở thành phố)  | Súng ngắn bắn vào bụng và đầu                    | White, Dan                                           |
| Patterson, Albert        | 1954        | Người quản lý Alabama                                           | Phenix City, Alabama (bên ngoài văn phòng riêng)             | Súng ngắn                                        |                                                      |
| Rockwell, George Lincoln | 1967        | Được bổ nhiệm làm thống đóc của Virginia                        | Arlington, Virginia (bên ngoài một Laundramat)               | Súng ngắn bắn vào động mạch chủ                  | Patler, John (còn tranh cãi)                         |
| Ryan, Leo                | 1978        | Thượng nghị sĩ đến từ California                                | Jonestown, Guyana (ở sân bay tarmac)                         | Súng ngắn bắn vào người và mặt                   | Layton, Larry người của tổ chức People's Temple      |
| Slough, John P.          | 1867        | Chánh án của tòa án tối cao New Mexico                          | Santa Fe, New Mexico                                         |                                                  | Rynerson, William D.                                 |
| Sharp, Solomon P.        | 1825        | Thượng nghị sĩ,luật sư                                          | Nhà riêng ở Frankfort, Kentucky                              | Dao đâm ở trước nhà riêng                        | Beauchamp, Jereboam O.                               |
| Smith Jr., Joseph        | 1844        | Thị trưởng của Nauvoo, Illinois                                 | Carthage, Illinois (jailhouse)                               | Súng ngắn, bắn qua cửa sổ bởi bọn du côn         |                                                      |
| Steunenberg, Frank       | 1905        | Cựu Toàn quyền của Idaho                                        | Caldwell, Idaho (bên ngoài nhà riêng)                        | Bom, đặt ở phía trước cửa nhà riêng              | Orchard, Harry, có thể là những người khác           |
| Strang, James            | 1856        | Đại diện của Michigan                                           | Beaver Island, Michigan                                      | Súng ngắn                                        | Bedford, Thomas                                      |